# Trichesthes ambigenus
Trichesthes ambigenus är en skalbaggsart som beskrevs av Bates 1888. Trichesthes ambigenus ingår i släktet Trichesthes och familjen Melolonthidae. Inga underarter finns listade i Catalogue of Life.